# 326 (číslo)
Tři sta dvacet šest je přirozené číslo, které následuje po čísle tři sta dvacet pět a předchází číslu tři sta dvacet sedm. Římskými číslicemi se zapisuje CCCXXVI a řeckými číslicemi τκϛ.

## Matematika
326 je:
- Poloprvočíslo
- Šťastné číslo

## Astronomie
- (326) Tamara je planetka hlavního pásu, kterou objevil v roce 1892 Johann Palisa

## Doprava
- Silnice II/326 je česká silnice II. třídy vedoucí na trase Nový Bydžov – Sukorady – I/35[1]

## Roky
- 326
- 326 př. n. l.